# 성돌기
성돌기는 윤달에 고성(古城)이 있는 곳의 마을사람들이(주로 부녀자) 그 성터에 올라서 산줄기를 따라서 열을 지어 도는 것이다. 성밟기라고도 하며, 대개 중부 이남에서 볼 수 있는 풍습이다.
개성의 천마산성(天磨山城)에 있는 속칭 '안놀이' '치놀이'라는 험준한 곳을 부녀자들이 줄을 이어 통과하는데, 이렇게 함으로써 극락세계에 갈 수 있다는 불교 신앙에서 유래된 것이라고 전한다. 이들 성돌기 일행이 돌아오는 길목에는 가족과 친지들이 대기하고 있다가 미리 마련하였던 주식(酒食)을 들며 함께 즐긴다. 전라도 고창 지방에서는 고창의 고성을 역시 윤달에 세 번 도는데 머리에 돌을 이고 도는 것이 특색이다. 이렇게 하면 액운(厄運)을 면하고 장수한다고 믿었기 때문이다. 영광에서도 성돌기 풍속이 있는데 이때 참가자들은 새옷을 갈아입고 먹을 것을 준비하여 성을 돌면서 하루를 즐겁게 지낸다.